# هانك إغان
هانك إغان (بالإنجليزية: Hank Egan)‏ هو مدرب كرة سلة أمريكي، ولد في 17 أغسطس 1937.